# Elección para gobernador de Nuevo México de 2010
La elección para gobernador de Nuevo México de 2010 tuvo lugar el 2 de noviembre. En las elecciones generales, Susana Martínez (republicana) fue elegida gobernadora con el 53.29% de los votos contra el 46.55% de la candidata demócrata, Diane Denish.
Martinez se convirtió en la primera mujer en ganar la gobernación de Nuevo México, además de convertirse en la primera gobernadora hispana en los Estados Unidos. El gobernador titular Bill Richardson no era elegible para la reelección de la gobernación del estado.

## Primaria republicana

### Candidatos

#### Nominado
- Susana Martínez, fiscal del condado de Doña Ana

#### Eliminado en primarias
- Janice Arnold-Jones, representante estatal
- Pete Domenici Jr., abogado e hijo del exsenador estadounidense Pete Domenici
- Doug Turner, propietario de una empresa de relaciones públicas y consultor político
- Allen Weh, expresidente del Partido Republicano de Nuevo México

#### Candidaturas declinadas
- Steve Pearce, exrepresentante de EE. UU. y candidato al Senado de EE. UU. en 2008 (se postuló para el Congreso)
- Heather Wilson, exrepresentante de los Estados Unidos y candidata al Senado de los Estados Unidos en 2008
- Gregory Zanetti, expresidente del Partido Republicano del Condado de Bernalillo y general de brigada de la Guardia Nacional de Nuevo México[3]

### Encuestas
| Fuente de la encuesta | Fecha(s) de realización | Tamaño de muestra | Margen de error | Janice Arnold-Jones | Pete Domenici Jr. | Susana Martínez | Doug Turner | Allen Weh | Indecisos |
| --------------------- | ----------------------- | ----------------- | --------------- | ------------------- | ----------------- | --------------- | ----------- | --------- | --------- |
| SurveyUSA             | 23-25 de mayo de 2010   | —                 | —               | 3%                  | 8%                | 43%             | 8%          | 33%       | 5%        |

### Resultados

Resultado de las elecciones por condado:
Martínez—60–70%
Martínez—50–60%
Martínez—40–50%
Martínez—<40%
Weh—<40%
Weh—40–50%

|  | 99.58 % |

|  | 35.27 % |

|  | 4.10 % |

|  | 2.10 % |

|  | 4.10 % |

|  | 100 % |

## Primaria demócrata

### Candidatos
- Diane Denish, vicegobernadora de Nuevo México[5]

### Resultados
|  | 99.1 % |

|  | 100 % |

## Encuestas
| Fuente de la encuesta                                                                                                 | Fecha(s) de realización     | Tamaño de muestra | Margen de error | Susana Martínez (R) | Diane Denish (D) | Otro Indecisos |
| --- | --------------------------- | ----------------- | --------------- | ------------------- | ---------------- | -------------- |
| Rasmussen Reports | 24 de octubre de 2010       | —                 | —               | 52%                 | 42%              | —              |
| SurveyUSA Archivado el 6 de septiembre de 2021 en Wayback Machine.                                                    | 15 de octubre de 2010       | —                 | —               | 54%                 | 42%              | —              |
| Rasmussen Reports | 10 de octubre de 2010       | —                 | —               | 52%                 | 43%              | —              |
| Rasmussen Reports | 29 de septiembre de 2010    | —                 | —               | 51%                 | 41%              | —              |
| Albuquerque Journal (enlace roto disponible en Internet Archive; véase el historial, la primera versión y la última). | 27-30 de septiembre de 2010 | —                 | —               | 47%                 | 41%              | —              |
| Public Policy Polling                                                                                                 | 25-26 de septiembre de 2010 | —                 | —               | 50%                 | 42%              | —              |
| Public Opinion Strategies                                                                                             | 11-13 de septiembre de 2010 | —                 | —               | 50%                 | 40%              | —              |
| Albuquerque Journal Archivado el 6 de noviembre de 2020 en Wayback Machine.                                           | 23-27 de agosto de 2010     | —                 | —               | 45%                 | 39%              | —              |
| Rasmussen Reports | 24 de agosto de 2010        | —                 | —               | 48%                 | 43%              | —              |
| Magellan Strategies                                                                                                   | 21 de junio de 2010         | —                 | —               | 44%                 | 43%              | —              |
| Rasmussen Reports | 3 de junio de 2010          | —                 | —               | 44%                 | 42%              | —              |
| Rasmussen Reports | 25 de mayo de 2010          | —                 | —               | 43%                 | 42%              | —              |
| SurveyUSA | 23-25 de mayo de 2010       | —                 | —               | 49%                 | 43%              | —              |
| Rasmussen Reports | 24 de marzo de 2010         | —                 | —               | 32%                 | 51%              | —              |
| Public Policy Polling                                                                                                 | 18-20 de febrero de 2010    | —                 | —               | 47%                 | 33%              | —              |

## Resultados
|  | 53.29 % |

|  | 46.55 % |

|  | 100 % |

|  | 52.30 % |